# Inoue Atsushi
Atsushi Inoue (sinh ngày 28 tháng 5 năm 1977) là một cầu thủ bóng đá người Nhật Bản.

## Sự nghiệp câu lạc bộ
Atsushi Inoue đã từng chơi cho Consadole Sapporo, Yokogawa Musashino và Gainare Tottori.